# Trava (Loški Potok, Slovenija)
Trava je naselje u slovenskoj Općini Loškom Potoku. Trava se nalazi u pokrajini Dolenjskoj i statističkoj regiji Donjoposavskoj regiji. 

## Stanovništvo
Prema popisu stanovništva iz 2002. godine naselje je imalo 25 stanovnika.